# EIS Spectrum Analyser
EIS Spectrum Analyser є програмою для аналізу та симуляції імпеданс спектрів (електрохімічні дослідження). Програма заснована на алгоритмі PDEIS спектрометру (PDEIS spectrometer). Ця програма адаптована для розрахунку широкого спектра задач стаціонарної імпеданс спектроскопії. На додаток до підгонки (fitting) даних до еквівалентної комірки з резисторів, конденсаторів, індукторів, постійно-фазових елементів, елементів Варбурга (3-х типів), елементів Герішера та user-обраних, EIS Spectrum Analyser дозволяє проводити різноманітні тести для перевірки якості та консистенції\складу (consistency) підбору (fit). Програма має вбудований симулятор імпедансу, засоби для перетворень даних імпедансу (приведення до площі електроду, інш.) та побудова графіків в різних форматах.
Програма є вільною для некомерційного використання.
(Genady Ragoisha, 2004-08 Physico-Chemical Research Institute Belarusian State University)